# Sikorsky R-6

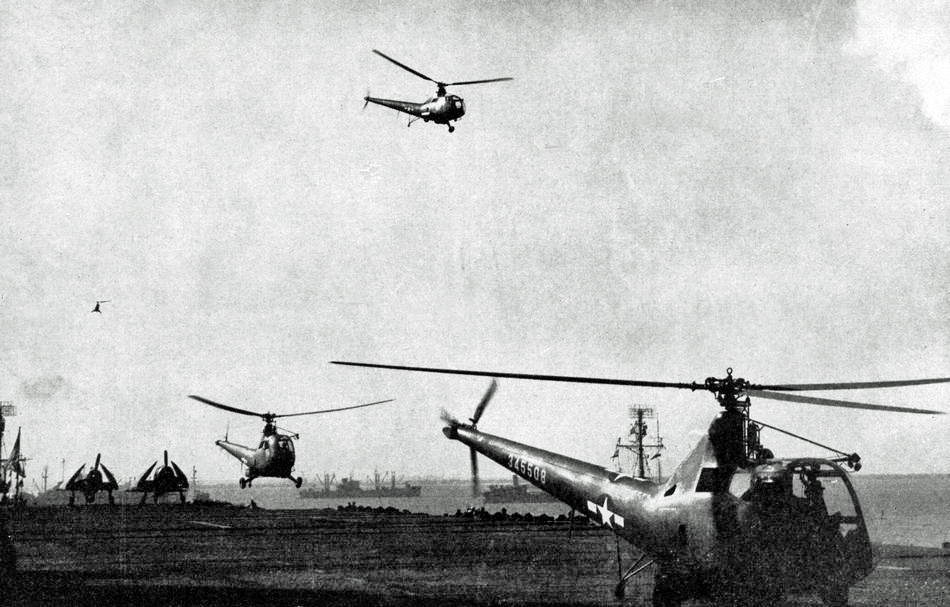
Sikorsky R-6A in der Navy-Version HOS-1, 1946

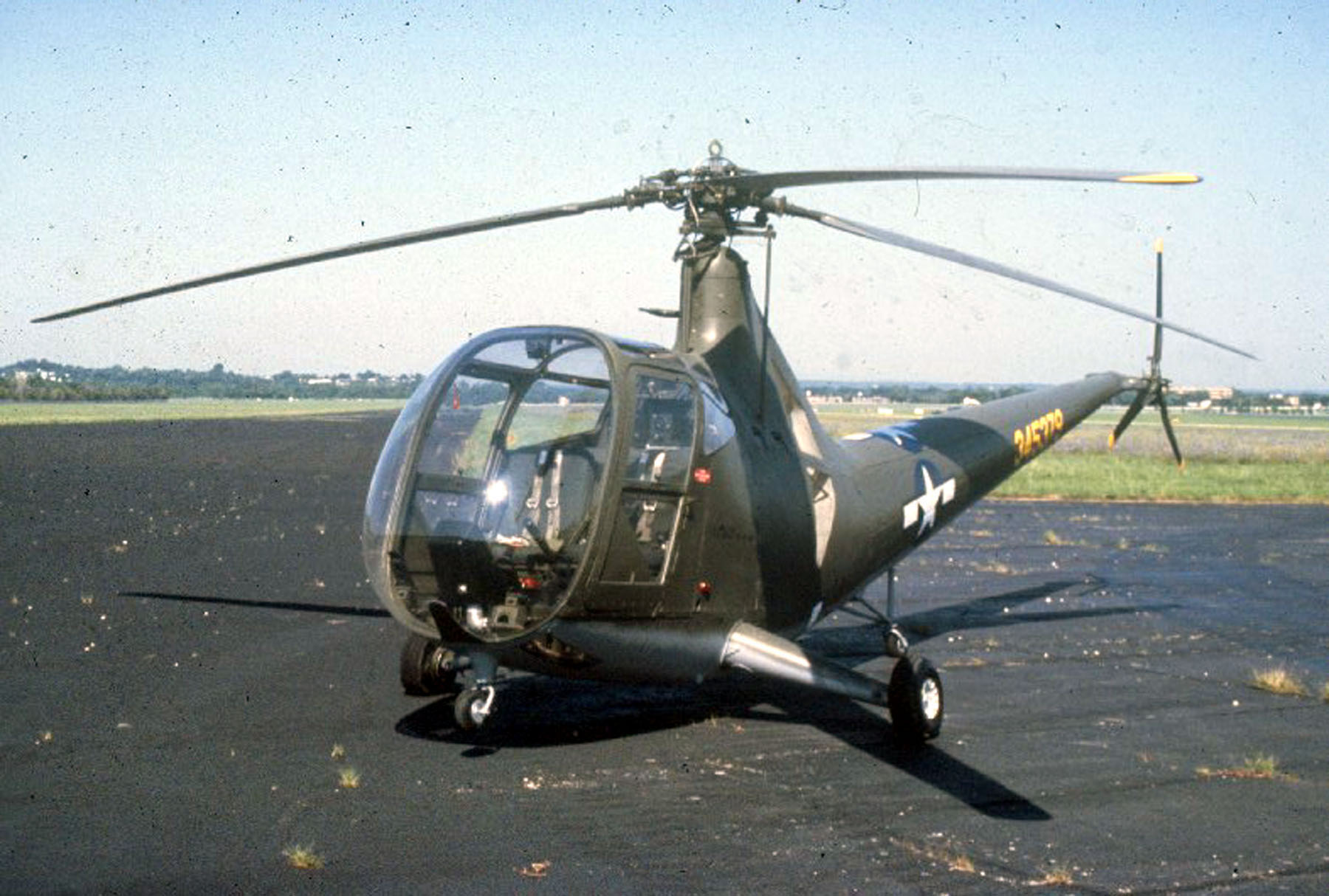
R-6A Hoverfly II im USAF Museum

Der Sikorsky R-6 (Werksbezeichnung: S-49 oder Model 49) war ein leichter zweisitziger Ganzmetall-Hubschrauber der amerikanischen Sikorsky Aircraft Corporation. Bei der Royal Air Force (RAF) wurde der R-6 als Hoverfly II bezeichnet.

## Entwicklung
Der R-6 war eine Weiterentwicklung des Sikorsky R-4. Um eine höhere Geschwindigkeit zu erreichen, wurde der Rumpf komplett neu entworfen, der Ausleger verlängert und begradigt sowie der Heckrotor vergrößert. Der Hauptrotor und das Getriebe des R-4 wurde beibehalten. Sikorsky vergab dem neuen Entwurf die Bezeichnung Model 49. Später erhielt der R-6 Modifikationen für einen dynamisch besser ausbalancierten Rotor, diese wurden von Doman Helicopters Inc. ausgeführt. Die neue Maschine war so 154 km/h schnell, während die frühere Version 132 km/h erreichte.
Die Prototypen und Vorserienmodelle wurden bei Sikorsky gebaut, jedoch erfolgte die Fertigung des Serienmodells bei Nash-Kelvinator. Einige der später hergestellten Hubschrauber wurden mit stärkeren Motoren ausgestattet.

## Indienststellung
Die ersten R-6 wurden am Ende des Jahres 1944 an die United States Army Air Forces (USAAF) und an die United States Navy (USN) übergeben.
Anfänglich war vorgesehen, 150 R-6 an die britische RAF zu übergeben, aber nach Verzögerungen beim Hersteller Sikorsky in Stratford (Connecticut) wurde die Produktion an Nash-Kelvinator in Detroit (Michigan) ausgelagert. So konnten letztendlich nur 27 R-6A als Hoverfly II an die RAF ausgeliefert werden. 15 davon wurden der Royal Navys Fleet Air Arm (FAA) zugestellt. Die Kosten eines HOS-1 der US Coast Guard beliefen sich auf 59.450 US-Dollar.
Einige Hubschrauber der RAF wurden der No. 657 Squadron zugeteilt, um die Eignung der Helikopter für die Bedürfnisse der Army (Heer) zu testen; davon konnten zwei Stück mit externen Tragen ausgestattet werden. Die No. 657 Squadron setzte die Hoverfly II als Luft-Beobachtungsposten für Artillerie-Einheiten der Army ein.
Die Hoverfly II blieb bis April 1951 in Verwendung; eines der RAF-Exemplare wurde auf der Farnborough Air Show im September 1950 ausgestellt.
Die FAA verwendete ihre Hoverfly II in der Schulungs- und Verbindungsrolle. Marineeinheiten, die 771 Naval Air Squadron eingeschlossen, benutzten den Typ ab Dezember 1945, gefolgt von der 705 Naval Air Squadron.
Bei der USAAF spielten die R-6 nur eine Nebenrolle und die verbliebenen Exemplare wurden im Jahr 1948 in H-6A umbezeichnet. Die USN R-6 erhielten die Bezeichnung HOS-1; weitere 64 sollten von der USAAF übernommen werden, wozu es jedoch nicht kam.
Überschüssige Exemplare des militärischen Model 49 wurden Ende der 1940er-Jahre an zivile Betreiber verkauft, von denen aber heute keine mehr in Betrieb sind. Vier R-6 sind derzeit in US-Museen ausgestellt.

## Varianten
XR-6
Ein Prototyp, mit einem 225-WPS-Motor Franklin O-435-7
XR-6A
Fünf Vorserienmodelle gebaut von Sikorsky; wie XR-6 aber mit einem 240-WPS-Motor Franklin O-405-9, drei Stück führte die US Navy als XHOS-1
YR-6A
Wie XR-6A aber mit kleinen Änderungen (26), produziert von Nash-Kelvinator
R-6A
Serienmodell, 219 wurden von Nash-Kelvinator gebaut; 36 gingen an die US Navy (später von U.S. Coast Guard übernommen und zurückgegeben) als HOS-1 und 27 an die RAF als Hoverfly II
R-6B
Projektierte Variante mit einem 225-WPS-Motor O-435-7 (nicht gebaut).
XR-7
Projektierte Weiterentwicklung der XR-6 mit einem 240 WPS leistenden Motor O-405-9 (ebenfalls nicht gebaut).

## Produktion
Abnahme der R-6 durch die USAAF:
| Hersteller          | 1944 | 1945 | SUMME |
| ------------------- | ---- | ---- | ----- |
| Sikorsky, Stratford | 3    | 2    | 5     |
| Nash, Detroit       | 5    | 214  | 219   |
| SUMME               | 8    | 216  | 224   |

## Erhaltene Exemplare des R-6A
(Daten von Ogden, 2007)
- Alabama, United States Army Aviation Museum, Fort Rucker 43-45473
- Connecticut, New England Air Museum, Windsor Locks 43-45480
- Ohio, National Museum of the United States Air Force, Dayton, 43-45379
- Pennsylvania, American Helicopter Museum and Educational Center, West Chester, 43-45531

## Militärische Nutzer
- Vereinigte Staaten
  - US Army Air Forces
  - US Air Force
  - US Navy
  - US Coast Guard
- Vereinigtes Königreich
  - Royal Air Force
  - Royal Navy

## Technische Daten

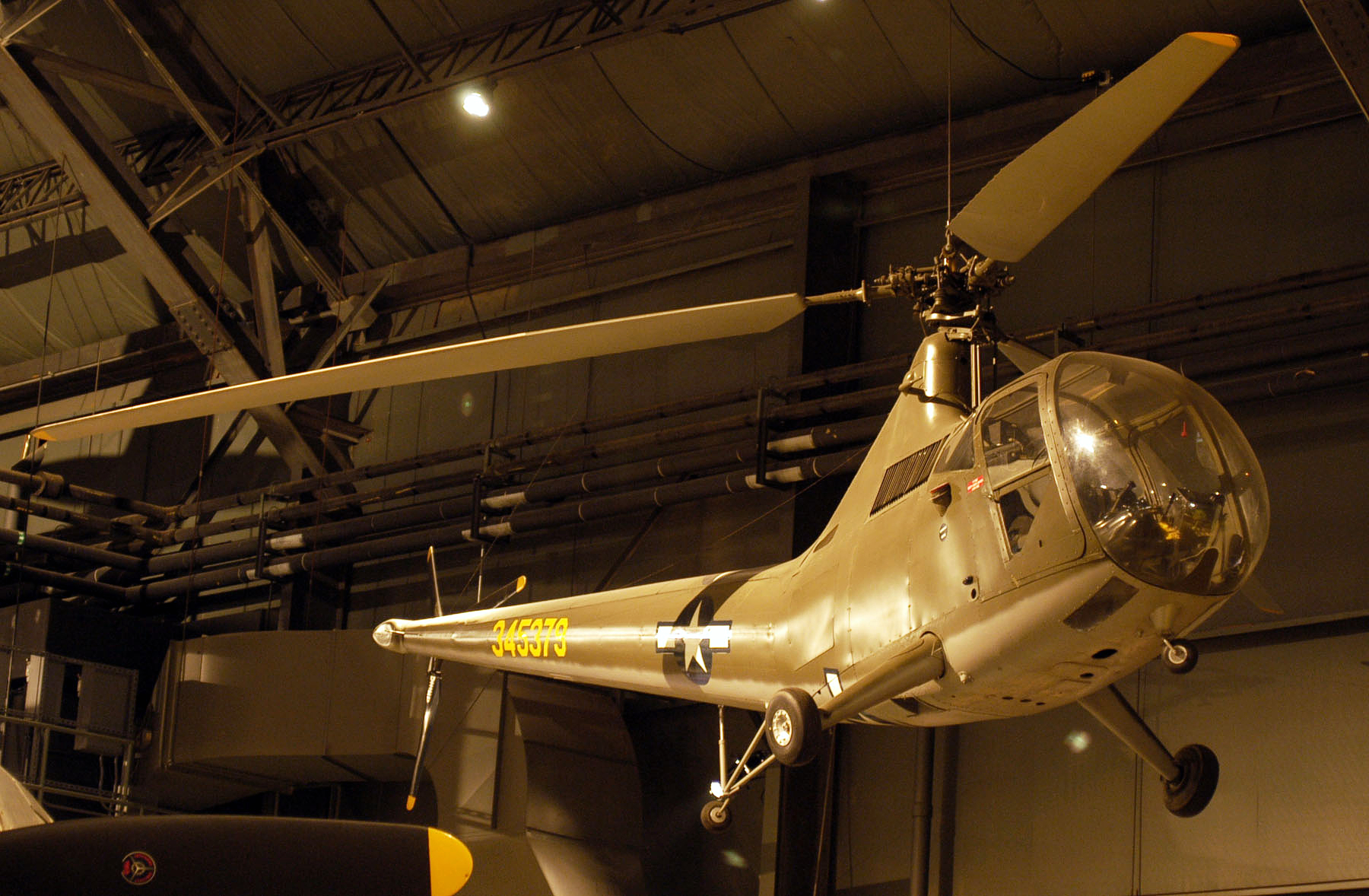
Hoverfly II

Sikorsky R-6A
| Kenngröße             | Daten                            |
| --------------------- | -------------------------------- |
| Besatzung             | 1 + 1                            |
| Länge                 | 14,33 m                          |
| Hauptrotor            | 11,58 m (Durchmesser)            |
| Abfluggewicht         | 1315 kg                          |
| Antrieb               | 1 × Kolbenmotor Franklin 0-405-9 |
| Leistung              | 235 WPS                          |
| Höchstgeschwindigkeit | 154 km/h                         |
| Reisegeschwindigkeit  | 111 km/h                         |
| Max. Flughöhe         | 3048 m                           |
| Reichweite            | 490 km                           |